# Roche-en-Régnier
Roche-en-Régnier é uma comuna francesa na região administrativa de Auvérnia-Ródano-Alpes, no departamento de Alto Loire. Estende-se por uma área de 27,27 km². Em 2010 a comuna tinha 495 habitantes (densidade: 18,2 hab./km²).